# Dominique Brasseur
Pour les articles homonymes, voir Brasseur.
Dominique Brasseur, né le 14 juin 1833 à Esch-sur-Alzette (Belgique de facto ; Royaume uni des Pays-Bas de jure) et mort le 17 octobre 1906 à Luxembourg (Luxembourg), est un avocat et homme politique luxembourgeois.

## Biographie
Dominique Brasseur fait ses études à l'Athénée de Luxembourg, où il obtient son diplôme en 1853, avant de faire des études de droit à Heidelberg et à Gand. Diplômé le 11 octobre 1858, il est admis au barreau le 17 octobre 1861. Il fonde, avec Léon Lamort-Pescatore, la Société des Hauts-Fourneaux de Luxembourg, dont il prend le contrôle à la mort du cofondateur en 1872. Deux ans plus tard, Dominique Brasseur s'installe dans une grande maison de la rue du Saint-Esprit, où il vivra le reste de sa vie.
Dominique Brasseur est élu à la Chambre des députés en 1866, représentant le canton d'Esch-sur-Alzette. Il représente le canton jusqu'en 1890, puis celui de Luxembourg, jusqu'à son retrait de la vie politique en 1899. Il se fait immédiatement remarquer, se joignant à l'attaque contre le gouvernement dirigé par le baron Victor de Tornaco le 13 novembre 1867 pour les réformes militaires après le traité de Londres : une attaque qui conduit à la chute du gouvernement conservateur.
En raison notamment du rôle joué par Dominique Brasseur dans la chute du gouvernement de Tornaco, le nouveau Président du gouvernement, Emmanuel Servais, le nomme membre du comité de neuf personnes chargé de la réorganisation des forces armées. Il est également membre du comité chargé de la révision de la Constitution, qui conduit à l'adoption de la constitution actuelle en 1868. Il s'engage également dans la question des chemins de fer et s’oppose, avec Norbert Metz et Charles Simonis, à la création d'une banque nationale. Il est, comme toute sa famille, un fervent défenseur de la laïcité et de l'anticléricalisme.
Entré au conseil communal de la ville de Luxembourg en 1890, Dominique Brasseur est nommé bourgmestre le 27 janvier 1891, fonction qu'il exerce jusqu'à son remplacement par Émile Mousel le 24 février 1894.
Dominique est un membre de l'éminente famille Brasseur (lb). Le fils de Dominique, Robert (en), deviendra plus tard député et fondera la Ligue libérale ; son autre fils, Alexis (en), deviendra compositeur. Son frère, Pierre (lb), est un industriel des mines. Le fils de Pierre et le neveu de Dominique, Xavier (en), est député socialiste et membre du conseil communal de la ville de Luxembourg. Son nom de famille à double sens est dû au fait qu'il a épousé (par le premier mariage de son père) sa demi-nièce, Constance Brasseur, qu'il a épousée le 9 février 1860 à Liège.

## Décorations
- Commandeur de l'ordre d'Adolphe de Nassau[N 9] (promotion 1891 ; Luxembourg)
- Officier de l'ordre de la Couronne de chêne[3],[N 9] (promotion 1888 ; Luxembourg)
- Chevalier de l'ordre de François-Joseph[N 9] (promotion 1892 ; Luxembourg)